# ФК Раднички Сремска Митровица
ФК Раднички Сремска Митровица је српски фудбалски клуб из Сремске Митровице. Тренутно се не такмиче, пошто су у сезони 2025/26 одустали од такмичења у Српској лиги Војводина.

## Историја

### Сремска Митровица
Клуб је основан 15. априла 1922. године у сремскомитровачком насељу Хесна под именом Спорт клуб Раднички. Клуб су основали Немци, који су чинили већинско становништво овог дела града. Оснивач клуба био је Иван Конрад, који је био најактивни члан у периоду Краљевине Југославије.
Највећи успеси клуба су: првак Војвођанске лиге у сезони 1966/67. и играње у Српској лиги — Северна група (3. фудбалски ранг) у сезони 1967/68. Од осталих значајнијих успеха ту су титуле првака Сремске лиге 1956/57, 1965/66. и 1988/89, као и освајање Купа Срема 1961. године.
Раднички је у сезони 2011/12. заузео прво место у Војвођанској лиги Запад и пласирао се у виши ранг — Српску лигу Војводина.
Клуб је 2020. године остварио пласман у Прву лигу Србије, други такмичарски ниво српског фудбала, где се и данас такмичи. Најбољи пласман остварили су у сезони 2022/23, када су заузели 5. место.
За најбољег играча клуба свих времена проглашен је Хорнунг Фрања-Гугила.
Указом председника Србије Александра Вучић, клуб је 28. јуна 2022. године, на Видовдан, одликован Орденом Карађорђеве звезде трећег степена. Повод за одликовање била је стогодишњица постојања клуба.

### Мачванска Митровица
На крају сезоне 2023/24, у којој је Раднички заузео 7. место, дошло је до избора нове управе клуба. Нова управа је донела одлуку да се клуб пресели у Мачванску Митровицу, на новоизграђену Фудбалску академију. Своју прву утакмицу на овом стадиону одиграли су против крушевачког Трајала, у оквиру 3. кола Прве лиге Србије 2024/25, и победили су 1 : 0. Раднички је у последњем колу у директмом окршају за опстнак изгубио меч на домаћем терену од Смедерева и сезону завршио на 13. месту чиме је испао у Српску лигу Војводина. На крају сезоне, управа клуба одлучила је да клуб одустане од такмичења у трећем рангу.

## Новији резултати
| Сезона   | Ранг | Лига                  | Позиција | ИГ | Д  | Н  | П  | ГД | ГП | ГР  | Бод     | Куп                  |
| -------- | ---- | --------------------- | -------- | -- | -- | -- | -- | -- | -- | --- | ------- | -------------------- |
| 2012/13. | 3    | Српска лига Војводина | 3.       | 30 | 14 | 7  | 9  | 43 | 28 | +15 | 49      | Није се квалификовао |
| 2013/14. | 3    | Српска лига Војводина | 4.       | 30 | 13 | 8  | 9  | 35 | 32 | +3  | 47      | Шеснаестина финала   |
| 2014/15. | 3    | Српска лига Војводина | 6.       | 30 | 12 | 9  | 9  | 43 | 27 | +16 | 45      | Није се квалификовао |
| 2015/16. | 3    | Српска лига Војводина | 4.       | 30 | 14 | 9  | 7  | 41 | 33 | +8  | 50 (-1) | Није се квалификовао |
| 2016/17. | 3    | Српска лига Војводина | 7.       | 28 | 10 | 6  | 12 | 35 | 49 | -14 | 36      | Није се квалификовао |
| 2017/18. | 3    | Српска лига Војводина | 15.      | 30 | 9  | 4  | 17 | 39 | 49 | -10 | 31      | Није се квалификовао |
| 2018/19. | 3    | Српска лига Војводина | 11.      | 32 | 11 | 7  | 14 | 40 | 41 | -1  | 40      | Није се квалификовао |
| 2019/20. | 3    | Српска лига Војводина | 10.      | 17 | 6  | 4  | 7  | 19 | 24 | -5  | 22      | Није се квалификовао |
| 2020/21. | 2    | Прва лига Србије      | 9.       | 34 | 14 | 5  | 15 | 39 | 30 | +9  | 47      | Није се квалификовао |
| 2021/22. | 2    | Прва лига Србије      | 7.       | 37 | 13 | 9  | 15 | 42 | 45 | -3  | 48      | Претколо             |
| 2022/23. | 2    | Прва лига Србије      | 5.       | 37 | 13 | 14 | 10 | 43 | 38 | +5  | 53      | Осмина финала        |
| 2023/24. | 2    | Прва лига Србије      | 7.       | 37 | 13 | 11 | 13 | 30 | 32 | -2  | 50      | Осмина финала        |
| 2024/25. | 2    | Прва лига Србије      | 13.      | 37 | 8  | 6  | 13 | 29 | 35 | -6  | 40      | Шеснаестина финала   |